# Championnats du monde de ski nordique 2021
Navigation
Édition précédente Édition suivante
Les Championnats du monde de ski nordique 2021 ont lieu dans la ville allemande d'Oberstdorf. C'est la troisième fois qu'ils s'y dérouleront, après 1987 et 2005.
Du fait de l'exclusion de la Russie par le Tribunal arbitral du sport de toutes compétitions internationales jusqu'en décembre 2022, les athlètes russes ne peuvent représenter officiellement la Russie. Ils participent donc de manière « neutre » à la compétition en représentant leur fédération sportive, l'Union russe de ski (Russian Ski Federation en anglais).

## Désignation
Oberstdorf a été désigné lors du 50e congrès de la Fédération internationale de ski à Cancún en juin 2016. Cette localité était en concurrence avec Planica (Slovénie).

## Épreuves
Pour la première fois, une épreuve de combiné nordique féminin est au programme officiel de la compétition.
Pour la première fois également, une épreuve saut à ski féminin sur gros tremplin a lieu.

## Sites

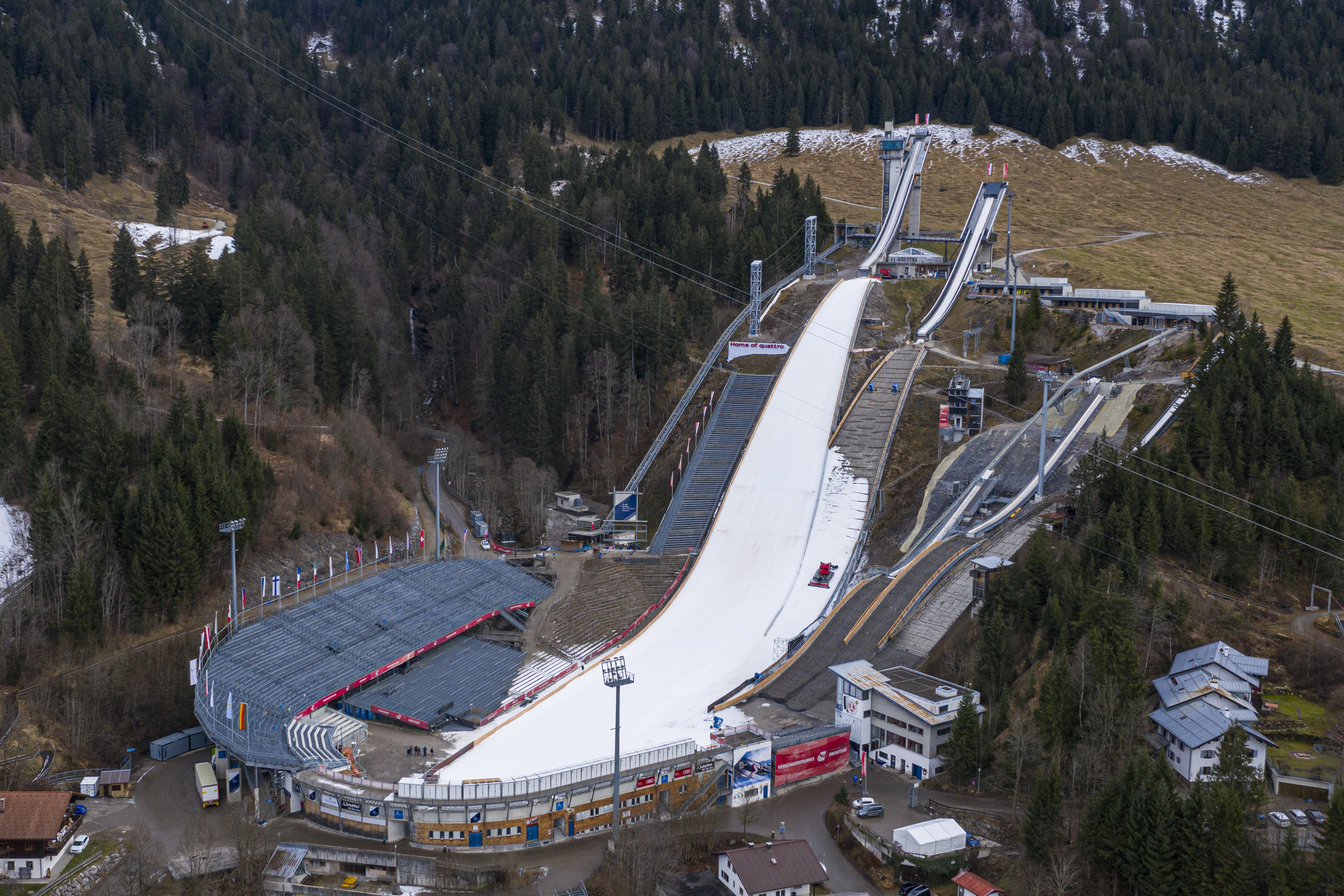
Tremplins de Schattenberg

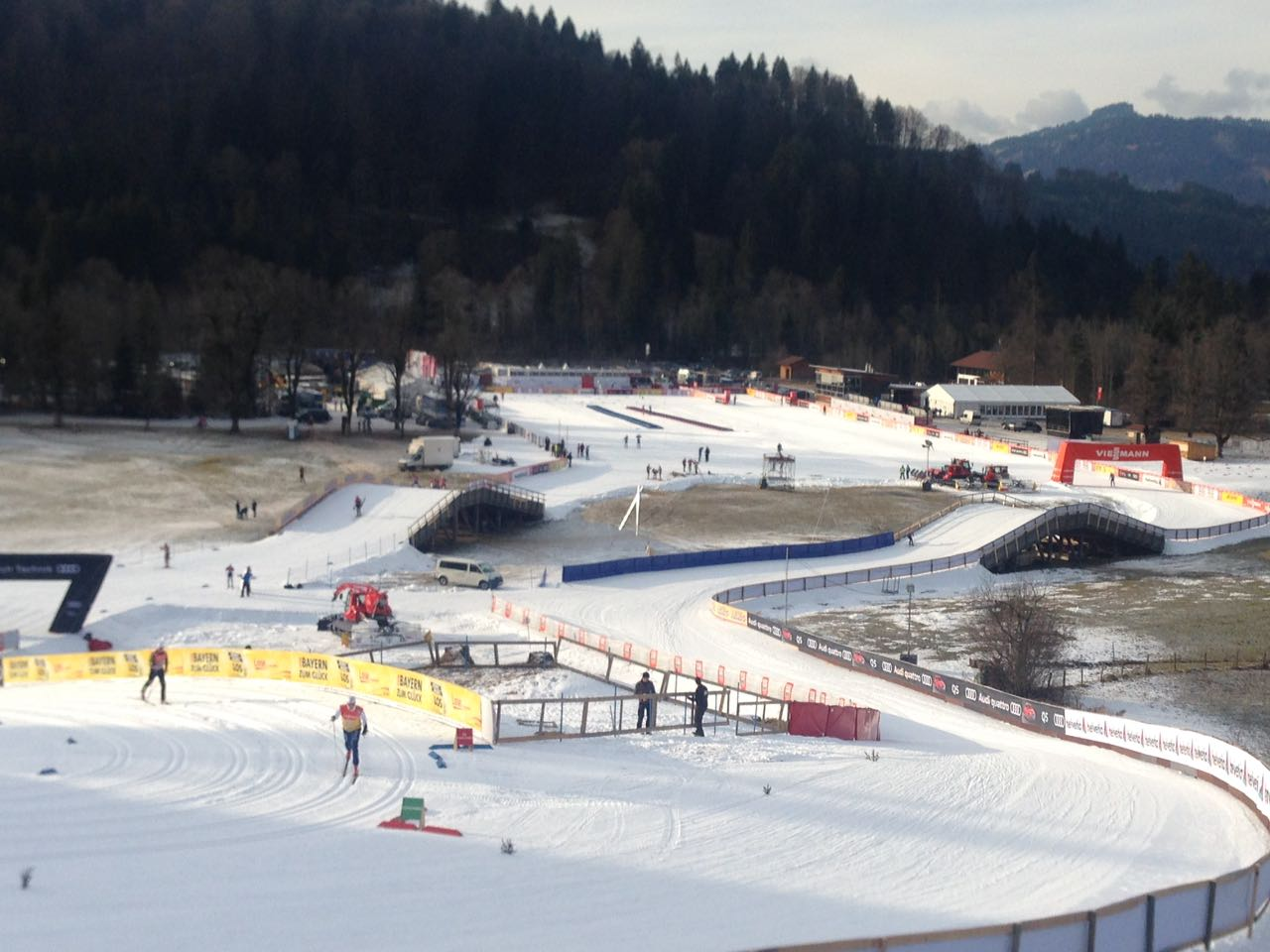
Stade de ski de fond de Ried

- Les épreuves de ski de fond ont lieu sur le stade de ski de fond de Ried situé au sud de la ville. Construit en 2003, il accueille de nombreuses compétitions tout au long de l'hiver.
- Les Tremplins de Schattenberg sont le site des épreuves de sauts. Construits en 1925 et rénovés en 2003 et 2011, ils accueillent tous les ans la première étape de la tournée des quatre  tremplins, faisant partie de la coupe du monde de saut à ski.

## Calendrier
Les mondiaux se déroulent sur douze jours du 24 février au 7 mars.
|  | Qualification |  | Course |

| Horaire local de l'épreuve (UTC +1) |

| Évènements                                              | Évènements                                | Évènements                           | Calendrier      | Calendrier | Calendrier      | Calendrier | Calendrier | Calendrier | Calendrier      | Calendrier | Calendrier      | Calendrier | Calendrier | Calendrier |
| Évènements                                              | Évènements                                | Évènements                           | M               | J          | V               | S          | D          | L          | M               | M          | J               | V          | S          | D          |
| Évènements                                              | Évènements                                | Évènements                           | 24              | 25         | 26              | 27         | 28         | 1er        | 2               | 3          | 4               | 5          | 6          | 7          |
| Évènements                                              | Évènements                                | Évènements                           | Février         | Février    | Février         | Février    | Février    | Mars       | Mars            | Mars       | Mars            | Mars       | Mars       | Mars       |
| Cérémonies d'ouverture et de clôture                    | Cérémonies d'ouverture et de clôture      | Cérémonies d'ouverture et de clôture | 20 h 00         |            |                 |            |            |            |                 |            |                 |            |            | 15 h 30    |
|                                                         |                                           |                                      |                 |            |                 |            |            |            |                 |            |                 |            |            |            |
| S k i d e f o n d                                       |                                           |                                      |                 |            |                 |            |            |            |                 |            |                 |            |            |            |
| Hommes                                                  |                                           |                                      |                 |            |                 |            |            |            |                 |            |                 |            |            |            |
| Sprint Classique                                        |                                           | 12 h 45                              |                 |            |                 |            |            |            |                 |            |                 |            |            |            |
| Sprint Classique                                        | 15 h 15                                   |                                      |                 |            |                 |            |            |            |                 |            |                 |            |            |            |
| Sprint par équipes Libre                                |                                           |                                      |                 |            | 11 h 00         |            |            |            |                 |            |                 |            |            |            |
| Sprint par équipes Libre                                | 13 h 00                                   |                                      |                 |            |                 |            |            |            |                 |            |                 |            |            |            |
| Relais 4 × 10 km Classique et libre                     |                                           |                                      |                 |            |                 |            |            |            |                 | 13 h 15    |                 |            |            |            |
| 15 km Libre                                             | 14 h 30 10 km                             |                                      |                 |            |                 |            |            | 13 h 15    |                 |            |                 |            |            |            |
| 30 km skiathlon 15 km classique + 15 km libre           |                                           |                                      |                 | 13 h 30    |                 |            |            |            |                 |            |                 |            |            |            |
| 50 km départ en ligne Classique                         |                                           |                                      |                 |            |                 |            |            |            |                 |            |                 | 13 h 00    |            |            |
| Femmes                                                  |                                           |                                      |                 |            |                 |            |            |            |                 |            |                 |            |            |            |
| Sprint Classique                                        |                                           | 12 h 45                              |                 |            |                 |            |            |            |                 |            |                 |            |            |            |
| Sprint Classique                                        | 15 h 15                                   |                                      |                 |            |                 |            |            |            |                 |            |                 |            |            |            |
| Sprint par équipes Libre                                |                                           |                                      |                 |            | 11 h 00         |            |            |            |                 |            |                 |            |            |            |
| Sprint par équipes Libre                                | 13 h 00                                   |                                      |                 |            |                 |            |            |            |                 |            |                 |            |            |            |
| Relais 4 × 5 km Classique et libre                      |                                           |                                      |                 |            |                 |            |            |            | 13 h 15         |            |                 |            |            |            |
| 10 km Libre                                             | 12 h 30 5 km                              |                                      |                 |            |                 |            | 13 h 15    |            |                 |            |                 |            |            |            |
| 15 km skiathlon 7,5 km classique + 7,5 km libre         |                                           |                                      |                 | 11 h 45    |                 |            |            |            |                 |            |                 |            |            |            |
| 30 km départ en ligne Classique                         |                                           |                                      |                 |            |                 |            |            |            |                 |            | 12 h 30         |            |            |            |
|                                                         |                                           |                                      |                 |            |                 |            |            |            |                 |            |                 |            |            |            |
| S a u t à s k i                                         |                                           |                                      |                 |            |                 |            |            |            |                 |            |                 |            |            |            |
| Hommes                                                  |                                           |                                      |                 |            |                 |            |            |            |                 |            |                 |            |            |            |
| Individuel - Petit Tremplin HS 106                      |                                           |                                      | 20 h 30         | 16 h 30    |                 |            |            |            |                 |            |                 |            |            |            |
| Individuel - Grand Tremplin HS 137                      |                                           |                                      |                 |            |                 |            |            |            | 17 h 30         | 17 h 00    |                 |            |            |            |
| Par équipes - Grand Tremplin HS 137                     |                                           |                                      |                 |            |                 |            |            |            |                 |            | 17 h 00         |            |            |            |
| Femmes                                                  |                                           |                                      |                 |            |                 |            |            |            |                 |            |                 |            |            |            |
| Individuel - Petit Tremplin HS 106                      | 18 h 00                                   | 17 h 00                              |                 |            |                 |            |            |            |                 |            |                 |            |            |            |
| Par équipes - Petit Tremplin HS 106                     |                                           |                                      | 17 h 15         |            |                 |            |            |            |                 |            |                 |            |            |            |
| Individuel - Grand Tremplin HS 137                      |                                           |                                      |                 |            |                 |            | 18 h 00    | 17 h 15    |                 |            |                 |            |            |            |
| Mixte                                                   | Par équipes - Petit Tremplin HS 106       |                                      |                 |            |                 | 17 h 00    |            |            |                 |            |                 |            |            |            |
|                                                         |                                           |                                      |                 |            |                 |            |            |            |                 |            |                 |            |            |            |
| C o m b i n é                                           |                                           |                                      |                 |            |                 |            |            |            |                 |            |                 |            |            |            |
| Hommes                                                  |                                           |                                      |                 |            |                 |            |            |            |                 |            |                 |            |            |            |
| Individuel - Petit Tremplin HS 106 + 10 km              |                                           |                                      | 10 h 15 16 h 00 |            |                 |            |            |            |                 |            |                 |            |            |            |
| Par équipes - Petit Tremplin HS 106 + Relais 4 × 5 km   |                                           |                                      |                 |            | 10 h 00 15 h 00 |            |            |            |                 |            |                 |            |            |            |
| Individuel - Grand Tremplin HS 137 + 10 km              |                                           |                                      |                 |            |                 |            |            |            | 11 h 00 15 h 15 |            |                 |            |            |            |
| Par équipes - Grand Tremplin HS 137 + Sprint 2 × 7,5 km |                                           |                                      |                 |            |                 |            |            |            |                 |            | 10 h 00 15 h 00 |            |            |            |
| Femmes                                                  | Individuel - Petit Tremplin HS 106 + 5 km |                                      |                 |            | 10 h 00 15 h 30 |            |            |            |                 |            |                 |            |            |            |
|                                                         |                                           |                                      |                 |            |                 |            |            |            |                 |            |                 |            |            |            |

## Récapitulatif

### Tableau des médailles
Après 24 épreuves
| Rang  | Nation                 | Or | Argent | Bronze | Total |
| ----- | ---------------------- | -- | ------ | ------ | ----- |
| 1     | Norvège                | 13 | 11     | 7      | 31    |
| 2     | Autriche               | 4  | 1      | 2      | 7     |
| 3     | Suède                  | 2  | 2      | 3      | 7     |
| 4     | Allemagne              | 2  | 2      | 2      | 6     |
| 5     | Russian Ski Federation | 1  | 3      | 1      | 5     |
| 6     | Slovénie               | 1  | 1      | 4      | 6     |
| 7     | Pologne                | 1  | 0      | 1      | 2     |
| 8     | Finlande               | 0  | 2      | 1      | 3     |
| 9     | Japon                  | 0  | 1      | 2      | 3     |
| 10    | Suisse                 | 0  | 1      | 0      | 1     |
| 11    | France                 | 0  | 0      | 1      | 1     |
| Total | Total                  | 24 | 24     | 24     | 72    |

- Pays organisateur

### Athlètes multi-médaillés
| Rang | Athlète                | Or | Argent | Bronze | Total |
| ---- | ---------------------- | -- | ------ | ------ | ----- |
| 1    | Therese Johaug         | 4  | -      | -      | 4     |
| 2    | Johannes Høsflot Klæbo | 3  | -      | -      | 3     |
| 3    | Jarl Magnus Riiber     | 2  | 2      | -      | 4     |
| 4    | Karl Geiger            | 2  | 1      | 1      | 4     |
| 5    | Hans Christer Holund   | 2  | -      | 1      | 3     |
| 5    | Johannes Lamparter     | 2  | -      | 1      | 3     |
| 7    | Emil Iversen           | 2  | -      | -      | 2     |
| 7    | Jonna Sundling         | 2  | -      | -      | 2     |
| 7    | Markus Eisenbichler    | 2  | -      | -      | 2     |
| 10   | Alexander Bolshunov    | 1  | 2      | 1      | 4     |
| 10   | Maren Lundby           | 1  | 2      | 1      | 4     |
| 12   | Stefan Kraft           | 1  | 1      | 1      | 3     |
| 13   | Erik Valnes            | 1  | 1      | -      | 2     |
| 13   | Heidi Weng             | 1  | 1      | -      | 2     |
| 13   | Ema Klinec             | 1  | 1      | -      | 2     |
| 16   | Piotr Żyła             | 1  | -      | 1      | 2     |
| 16   | Daniela Iraschko-Stolz | 1  | -      | 1      | 2     |
| 16   | Marita Kramer          | 1  | -      | 1      | 2     |
| 16   | Lukas Greiderer        | 1  | -      | 1      | 2     |
| 16   | Jens Lurås Oftebro     | 1  | -      | 1      | 2     |
| 21   | Simen Hegstad Krüger   | -  | 2      | 1      | 3     |
| 21   | Frida Karlsson         | -  | 2      | 1      | 3     |
| 23   | Robert Johansson       | -  | 2      | -      | 2     |
| 24   | Sara Takanashi         | -  | 1      | 1      | 2     |
| 24   | Nika Križnar           | -  | 1      | 1      | 2     |
| 24   | Silje Opseth           | -  | 1      | 1      | 2     |
| 24   | Fabian Riessle         | -  | 1      | 1      | 2     |
| 24   | Eric Frenzel           | -  | 1      | 1      | 2     |
| 29   | Anamarija Lampič       | -  | -      | 2      | 2     |
| 29   | Ebba Andersson         | -  | -      | 2      | 2     |

## Résultats et podiums

### Ski de fond

#### Hommes
| Épreuves                            | Or                                                                                  | Argent                                                                                               | Bronze                                                                      |
| ----------------------------------- | ----------------------------------------------------------------------------------- | --- | --------------------------------------------------------------------------- |
| Sprint Classique                    | Johannes Høsflot Klæbo                                                              | Erik Valnes                                                                                          | Håvard Solås Taugbøl                                                        |
| Sprint par équipes Libre            | Norvège- Johannes Høsflot Klæbo - Erik Valnes                                       | Finlande- Ristomatti Hakola - Joni Mäki                                                              | Russian Ski Federation - Alexander Bolshunov - Gleb Retivykh                |
| Relais 4 × 10 km Classique et libre | Norvège- Pål Golberg - Emil Iversen - Hans Christer Holund - Johannes Høsflot Klæbo | Russian Ski Federation- Aleksey Chervotkin - Ivan Yakimushkin - Artiom Maltsev - Alexander Bolshunov | France- Hugo Lapalus - Maurice Manificat - Clément Parisse - Jules Lapierre |
| 15 km Libre                         | Hans Christer Holund                                                                | Simen Hegstad Krüger                                                                                 | Harald Østberg Amundsen                                                     |
| 30 km skiathlon 15 km C + 15 km L   | Alexander Bolshunov                                                                 | Simen Hegstad Krüger                                                                                 | Hans Christer Holund                                                        |
| 50 km départ en ligne Classique     | Emil Iversen                                                                        | Alexander Bolshunov                                                                                  | Simen Hegstad Krüger                                                        |

#### Femmes
| Épreuves                            | Or                                                                                | Argent                                                                                       | Bronze                                                                                 |
| ----------------------------------- | --------------------------------------------------------------------------------- | -------------------------------------------------------------------------------------------- | -------------------------------------------------------------------------------------- |
| Sprint Classique                    | Jonna Sundling                                                                    | Maiken Caspersen Falla                                                                       | Anamarija Lampič                                                                       |
| Sprint par équipes Libre            | Suède- Jonna Sundling - Maja Dahlqvist                                            | Suisse- Laurien van der Graaff - Nadine Fähndrich                                            | Slovénie- Eva Urevc - Anamarija Lampič                                                 |
| Relais 4 × 5 km Classique et libre  | Norvège- Tiril Udnes Weng - Heidi Weng - Therese Johaug - Helene Marie Fossesholm | Russian Ski Federation- Yana Kirpichenko - Yulia Stupak - Tatiana Sorina - Natalia Nepryaeva | Finlande- Jasmi Joensuu - Johanna Matintalo - Riitta-Liisa Roponen - Krista Parmakoski |
| 10 km Libre                         | Therese Johaug                                                                    | Frida Karlsson                                                                               | Ebba Andersson                                                                         |
| 15 km skiathlon 7,5 km C + 7,5 km L | Therese Johaug                                                                    | Frida Karlsson                                                                               | Ebba Andersson                                                                         |
| 30 km départ en ligne Classique     | Therese Johaug                                                                    | Heidi Weng                                                                                   | Frida Karlsson                                                                         |

### Saut à ski

#### Hommes
| Épreuves                           | Or                                                                           | Argent                                                                | Bronze                                                              |
| ---------------------------------- | ---------------------------------------------------------------------------- | --------------------------------------------------------------------- | ------------------------------------------------------------------- |
| Individuel - Petit Tremplin HS 109 | Piotr Żyła                                                                   | Karl Geiger                                                           | Anže Lanišek                                                        |
| Individuel - Grand Tremplin HS 130 | Stefan Kraft                                                                 | Robert Johansson                                                      | Karl Geiger                                                         |
| Par équipe - Grand Tremplin HS 130 | Allemagne- Pius Paschke - Severin Freund - Markus Eisenbichler - Karl Geiger | Autriche- Philipp Aschenwald - Jan Hörl - Daniel Huber - Stefan Kraft | Pologne- Piotr Żyła - Andrzej Stękała - Kamil Stoch - Dawid Kubacki |

#### Femmes
| Épreuves                            | Or                                                                                | Argent                                                            | Bronze                                                                         |
| ----------------------------------- | --------------------------------------------------------------------------------- | ----------------------------------------------------------------- | ------------------------------------------------------------------------------ |
| Individuel - Petit Tremplin HS 109  | Ema Klinec                                                                        | Maren Lundby                                                      | Sara Takanashi                                                                 |
| Individuel - Grand Tremplin HS 130  | Maren Lundby                                                                      | Sara Takanashi                                                    | Nika Križnar                                                                   |
| Par équipes - Petit Tremplin HS 109 | Autriche- Daniela Iraschko-Stolz - Sophie Sorschag - Chiara Hölzl - Marita Kramer | Slovénie- Nika Križnar - Špela Rogelj - Urša Bogataj - Ema Klinec | Norvège- Silje Opseth - Anna Odine Strøm - Thea Minyan Bjørseth - Maren Lundby |

#### Mixte
| Épreuves                           | Or                                                                                | Argent                                                                          | Bronze                                                                            |
| ---------------------------------- | --------------------------------------------------------------------------------- | ------------------------------------------------------------------------------- | --------------------------------------------------------------------------------- |
| Par équipe - Petit Tremplin HS 109 | Allemagne- Katharina Althaus - Markus Eisenbichler - Anna Rupprecht - Karl Geiger | Norvège- Silje Opseth - Robert Johansson - Maren Lundby - Halvor Egner Granerud | Autriche- Marita Kramer - Michael Hayböck - Daniela Iraschko-Stolz - Stefan Kraft |

### Combiné nordique

#### Hommes
| Épreuves                                                | Or                                                                                  | Argent                                                                   | Bronze                                                                       |
| ------------------------------------------------------- | ----------------------------------------------------------------------------------- | ------------------------------------------------------------------------ | ---------------------------------------------------------------------------- |
| Individuel - Grand tremplin HS 130 + 10 km              | Johannes Lamparter                                                                  | Jarl Magnus Riiber                                                       | Akito Watabe                                                                 |
| Par équipes - Grand tremplin HS 130 + Sprint 2 × 7,5 km | Autriche- Johannes Lamparter - Lukas Greiderer                                      | Norvège- Espen Andersen - Jarl Magnus Riiber                             | Allemagne- Fabian Riessle - Eric Frenzel                                     |
| Individuel - Petit tremplin HS 109 + 10 km              | Jarl Magnus Riiber                                                                  | Ilkka Herola                                                             | Jens Lurås Oftebro                                                           |
| Par équipes - Petit tremplin HS 109 + Relais 4 × 5 km   | Norvège- Espen Bjørnstad - Jørgen Graabak - Jens Lurås Oftebro - Jarl Magnus Riiber | Allemagne- Terence Weber - Fabian Rießle - Eric Frenzel - Vinzenz Geiger | Autriche- Johannes Lamparter - Lukas Klapfer - Mario Seidl - Lukas Greiderer |

#### Femmes
| Épreuves                                  | Or                   | Argent           | Bronze            |
| ----------------------------------------- | -------------------- | ---------------- | ----------------- |
| Individuel - Petit tremplin HS 109 + 5 km | Gyda Westvold Hansen | Mari Leinan Lund | Marte Leinan Lund |

## Impact de la pandémie de Covid-19
Le 3 mars 2021, la délégation italienne quitte les Championnats du monde après la détection de plusieurs cas positifs au Covid-19. Le même jour, le Norvégien Halvor Egner Granerud, numéro 1 mondial de saut à ski, quitte aussi les Mondiaux pour la même raison.